# ادری مونتورو
ادری مونتورو (انگلیسی: Adri Montoro؛ زادهٔ ۴ ژانویهٔ ۱۹۹۵) بازیکن فوتبال اهل اسپانیا است.
از باشگاه‌هایی که در آن بازی کرده‌است می‌توان به باشگاه فوتبال اسپورتینگ خیخون و باشگاه فوتبال آلمریا اشاره کرد.